# Zusammen in Paris
Zusammen in Paris ist eine 1962 vor Ort gedrehte, US-amerikanische Filmkomödie von Richard Quine mit Audrey Hepburn und William Holden in den Hauptrollen. Der Film ist ein Remake von Julien Duviviers Auf den Straßen von Paris (La Fête à Henriette) (1952).

## Handlung
Richard Benson ist ein überaus erfolgreicher und gefragter Drehbuchautor klassischer Hollywood-Unterhaltung. Derzeit hält er sich in Paris auf und hat den Auftrag, für 5000 Dollar die Woche ein neues Manuskript für einen Film zu verfassen, der „The Girl Who Stole the Eiffel Tower“ heißen soll. Doch ihm, der doch sonst stets vor Ideen sprüht, will diesmal partout nichts einfallen. Das geht nun bereits seit 19 Wochen so und in dieser Zeit ist der Alkohol Richards bester Freund geworden. Das Filmstudio in Gestalt des allmächtigen Produzenten Alexander Meyerheim, der im sonnigen Cannes genervt auf Bensons Resultate wartet, sitzt ihm im Genick und fordert Ergebnisse ein. Meyerheim verliert die Geduld: er gibt Benson nur noch zwei Tage bis zur Drehbuch-Abgabe, sonst würde er gefeuert. Daraufhin heuert Benson die hübsche junge Schreibkraft Gabrielle Simpson als seine Sekretärin an. Sie soll ihm, dem an der Seine verludernden Amerikaner, ordentlich auf die Sprünge helfen, zu seiner Inspiration werden und seinen Arbeitseifer anstacheln.
Anfänglich weiß keiner der beiden, wohin die Geschichte steuern soll: Eine Komödie, ein Thriller, ein Drama, eine Liebesgeschichte oder womöglich ein Western? Am besten Elemente von all dem! Bald wachsen die beiden Gedankenspieler zu einem Team zusammen und spinnen sich, zwischen Champagner-Mahl und romantischem Stelldichein, mehr und mehr in die Geschichte, die Richard Benson zu Papier bringen soll, hinein. Dabei spielen ihre alter egos „Rick“ und „Gaby“ eine immer bedeutsamere Rolle. Und so werden im Laufe der Geschichte gleich zwei Handlungsabläufe gezeigt: Der rund um ein verfilmbares Manuskript ringendes Arbeitspaar und ein weiterer um Rick und Gaby in deren filmischer Phantasiewelt. Man steuert unweigerlich auf ein niedergeschriebenes Happyend der Filmfiguren zu, doch bis zur von Meyerheim festgesetzten Deadline wird das Drehbuch nicht fertig. Egal. Immerhin hat sich der Autor nach diesen gemeinsamen Denkanstrengungen in seine Sekretärin verliebt, und wenigstens in der Realität hat es ein neues Paar gegeben.

## Produktionsnotizen
Die Dreharbeiten begannen in Paris am 18. Juni 1962 und zogen sich den gesamten Sommer desselben Jahres hin. Die US-Premiere fand, stark verspätet, erst am 8. April 1964 in New York statt. Deutschland-Start war bereits am 28. März 1964.
Audrey Hepburn blieb nach Ende der Dreharbeiten in der französischen Hauptstadt: Gleich im Anschluss daran, ab dem 22. Oktober 1962, drehte sie dort mit Cary Grant die Thriller-Komödie Charade.
Jean d’Eaubonne schuf die Filmbauten, „für die er Pariser Flair wie aus dem Bilderbuch konzipierte.“ Hal Pereira war ebenfalls (ungenannt) beteiligt. Die Ausstattung besorgte Gabriel Béchir. Henri Tiquet war einfacher Kameramann. Hubert de Givenchy schuf Audrey Hepburns Roben, Christian Dior die von Marlene Dietrich. Sie absolvierte hier als sie selbst einen nur wenige Sekunden dauernden Gastauftritt in derjenigen Stadt, die in der Realität ihr letzter Lebensmittelpunkt werden sollte. Fred Astaire und Frank Sinatra singen, ohne vor die Kamera zu treten.

## Wissenswertes
Der Film lag zwischen Abschluss der Dreharbeiten und seiner Uraufführung rund anderthalb Jahre auf Eis. Dies hatte mehrere Gründe:
- Der französische Kameramann Claude Renoir warf nach Hepburns Kritik an seinen Aufnahmen mit ihr hin, woraufhin Hepburn den ihr vertrauten US-Kameramann Charles Lang engagierte.
- Hepburn und Holden waren mit Axelrods Drehbuch unzufrieden, und man heuerte den gerade auf Urlaub in Frankreich weilenden Charles Lederer als (später ungenannten) Script-Doktor an.
- Holdens Alkoholprobleme, die laut Aussage des am Drehort anwesenden Gaststar Tony Curtis, unübersehbar gewesen sein sollen, sorgten für weiteren Zeitverzug.
- Eine neue Konzeption der Werbestrategie für diesen Film, dessen Start ursprünglich für den Sommer 1963 geplant war.[2]

## Synchronisation
| Rolle                    | Darsteller        | Synchronsprecher      |
| ------------------------ | ----------------- | --------------------- |
| Richard Benson / Rick    | William Holden    | Heinz Engelmann       |
| Gabrielle Simpson / Gaby | Audrey Hepburn    | Marion Degler         |
| Polizeiinspektor Gilet   | Grégoire Aslan:   | Curt Ackermann        |
| François                 | Raymond Bussières | Klaus Miedel          |
| Alexander Meyerheim      | Noël Coward       | Siegfried Schürenberg |
| Maurice / Philippe       | Tony Curtis       | Herbert Stass         |

## Kritiken
Die internationale Kritik ließ kaum ein gutes Haar an diesem Film:
In Variety war zu lesen: „Der grundlegende Fehler in diesem Film scheint die Künstlichkeit der Muschel zu sein, in der die Parodien eingeschlossen sind. Mit anderen Worten, die vermeintlich ‚realistische‘ Situation ist synthetisch, so dass das Publikum nie in der Lage ist, sich zwischen den phantasievollen Phantasieflügen zu verankern, die über das ganze Bild verstreut sind. Ziemlich bald hört man auf, sich mit der Geschichte zu beschäftigen und begnügt sich damit, die hübschen Bilder zu sehen, die über die Leinwand schleudern und tanzen.“
Der Tagesspiegel kam zu folgendem Schluss: „Diese Welt des holden, süßlichen Scheins bestimmt das Milieu des Films, der sich – vielleicht allerdings ein wenig bewußt – vorgenommen hat, einmal tüchtig über Hollywoods Masche zu lästern. Zur Satire jedoch auf den Jahrmarkt der Eitelkeit, auf die Fabrik serienmäßig gefertigter Träume und verlogener Wunschbilder hat es nicht gereicht, man gibt sich mit kleinerem Maße zufrieden, man liefert eine lustige, mitunter auch etwas zu vordergründige Persiflage auf den Filmbetrieb ab, woran die nicht auf eine klare Linie bedachte Regie Richard Quines schuld sein mag. Nichts wird – und das ist das Sympathische an dieser Arbeit – von vornherein ernst genommen. Immer blinzelt der Schalk spitzbübisch aus den großen Augen.“

„Das Ergebnis ist eine aus dieser Zufallsbegegnung erwachsene Liebesgeschichte zwischen den beiden, die – mit einigen komödiantischen Gangstertricks garniert – als einfallsloser Film im Film inszeniert wird. Audrey Hepburn und William Holden liefern sich zwar ein oft witziges Duett in Technicolor auf dem sommerlicher Hintergrund von Paris, aber zu einem vergnüglichen Kinostück reicht das nicht.“

Auch die New York Herald Tribune fand harte Worte: „Selbst Hollywood ist jetzt soweit, daß es die Kinobesucher mit einem herzlichen ‚Hallo, ihr Schafsköpfe!‘ begrüßt. Wir hatten die zynischeren Lieferanten von Kinokost schon immer im Verdacht, es leise vor sich hinzusagen, doch jetzt kommen George Axelrod und Richard Quine und rufen es uns via Paris When It Sizzles lauthals zu, obendrein noch in Technicolor. Nun, was wollen wir armen Schafsköpfe denn noch mehr? Man bietet uns Audrey Hepburn und William Holden und Noel Coward und ‚Überraschungsauftritte‘ berühmter Stars und Paris, so bunt wie es nur am Nationalfeiertag ist – und, ach ja, ‚Miss Hepburns Garderobe und Parfüms von Hubert de Givenchy‘. (…) Audrey Hepburn ist schön anzuschauen, wie immer, und dasselbe gilt von Paris; dagegen ist William Holden kein Cary Grant, obwohl der sich redlich abmüht. Und Paris When It Sizzles? Unverkennbar Hollywood – wenn es dort nieselt.“
Die Süddeutsche Zeitung äußerte sich wie folgt: „Die Idee ist nicht neu, im Prinzip aber nett – ein Drehbuchautor und sein Metier werden glossiert. Trotz angestrengter geistiger Freiübungen fällt dem Bedauernswerten nichts ein. Mehr freilich, als daß seinem Helden nichts einfällt, fällt auch dem Drehbuchautor George Axelrod nicht ein – obwohl auch er angestrengt geistige Freiübungen absolviert. Wer aus dem Nichts ein Etwas, aus einem Defizit an Inspiration einen Überschuß an Ironie, aus einem Minus an Ideen ein Plus an Witz, Charme und Verspieltheit schlagen möchte – und eben das war hier offenbar gewollt –, der muß schon ein großer Zauberer sein. Axelrod indessen erweist sich diesmal allenfalls als ein Trickkünstler á la Vorstadtvarieté (…) Und obwohl Audrey Hepburn mit kapriziöser Grazie aufwartet und William Holden mit komödiantischer Verve das Pfauenrad männlicher Eitelkeit schlägt – die Kompensationsrechnung mit dem attraktiven Paar geht nicht auf. Direkt abendfüllend sind die beiden nicht.“

„Vor zwölf Jahren drehte Julien Duvivier einen Film über zwei Drehbuchverfasser, die an einem Manuskript arbeiten, in welchem die üblichen, schablonenmäßigen Filmhandlungen persifliert werden. Er hieß La Fête à Henriette und war höchst unterhaltsam. Paris When It Sizzles ist eine Wiederverfilmung dieses Stoffes und keineswegs unterhaltsam. Trotz Audrey Hepburn und William Holden in den Hauptrollen … ist Paris When It Sizzles langweilig und filmisch formlos. Schuld daran ist die schwerfällige Drehbucharbeit von George Axelrod und die noch schwerfälligere Regie von Richard Quine.“

Der Movie & Video Guide schrieb: „Schwerfällige, unlustige Komödie, die ihre eigene Besetzung besiegt. (…) Pariser Örtlichkeiten, Gastauftritte von Marlene Dietrich und anderen Stars können nichts retten.“
Halliwell‘s Film Guide charakterisierte den Film wie folgt: „Als ein französischer Film mit Namen La Fête à Henriette war dies eine zauberhafte Schrulle, aber Hollywood machte dies schwerfällig und langweilig, besonders da niemand an dem Film Beteiligter Spaß daran zu haben schien.“

„… seine [Quines] mitunter superb besetzten Komödien (wie „Zusammen in Paris“ mit William Holden und Audrey Hepburn) ließen nunmehr vollkommen jede Komik schmerzlich vermissen.“

Lediglich das das Lexikon des Internationalen Films fand freundliche Worte. Hier hieß es: „Weitgehend charmante und witzige Komödie, die gegen Ende jedoch etwas überdreht erscheint und ins Unverbindliche abgleitet.“